# إيليريا

تحديد تقريبيٌّ للإقليم الذي كان يقطنه قوم الإيليريِّين في القدم.

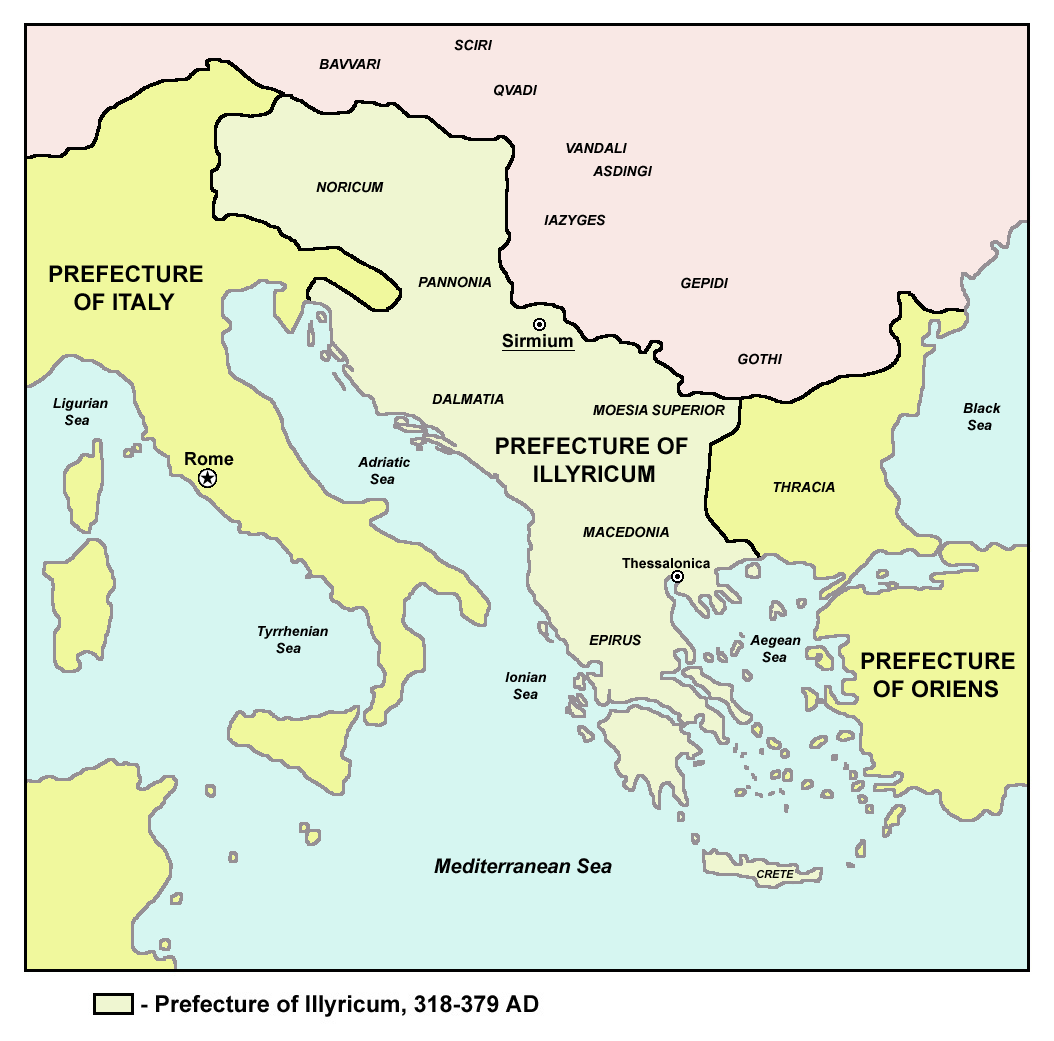
حدود الولاية الإمبراطورية الرومانية في إيليريا خلال القرن الرابع قبل الميلاد.

إيليريا (باللاتينية: Illyria، باليونانية: Ἰλλυρία) هو إقليم جغرافي قديم يقع في القسم الغربي من شبه جزيرة البلقان، وكان يقطنه قوم الإيليريِّين. يعود تاريخ استيطان الإقليم المبكر إلى الألف الأول قبل الميلاد، وقد أصبح معروفاً في العالم القديم بعد غزو الجمهورية الرومانية له في سنة 168 ق م في أعقاب الحروب الإيليرية، وفي حقيقة الأمر كان الرومان هم من عرَّفوا إقليم إيليريا بحدوده هذه لأنه كان الجزء الوحيد الذي عَرفوه من البلقان، ولذلك فهو لا يرمز لنطاقٍ عرقي أو جغرافي محدد فعلاً.
يستعمل مصطلح إيليريا الآن أحياناً للإشارة إلى إقليمٍ في شمال دولة ألبانيا الحديثة.

## الأساطير
جاء اسم إيليريا بالأصل من الميثولوجيا الإغريقية، وتحديداً نسبةً إلى إيليريوس ابن قدموس الملك الفينيقي وزوجته هرمونيا، اللَّذين حكما إيليريا في نهاية الأمر وكانا أسلاف قوم الإيليريِّين. كما وتقول إصدارة أخرى من الأسطورة أن بوليفيموس وزوجته غالاتيا هما والدا إيليريوس.

## تاريخيًا
عُرفت إيليريا والإيليريون في عصور ما قبل التاريخ من الأدلة الأثرية. احتل الرومان المنطقة عام 168 قبل الميلاد في أعقاب الحروب الإيليرية.

### الممالك
كانت أقدم مملكة إيليرية مسجلة هي مملكة إنكل في القرن الثامن قبل الميلاد. يبدأ العصر الذي نلاحظ فيه الممالك الإيليرية الأخرى حوالي 400 قبل الميلاد وينتهي في 167 قبل الميلاد. اعتُبرت أوتارياتيا التي كانت تحت حكم الملك بلورياس (في عام 337 قبل الميلاد) مملكة. بدأت مملكة أردياي في 230 قبل الميلاد وانتهت في 167 قبل الميلاد. كانت الممالك والسلالات الإيليرية الأكثر شهرة هي تلك التي كانت ملكًا لبارديليس من الدرداني وغرون من أردياي الذي أنشأ آخر وأشهر مملكة إيليرية. حكم أغرون أردياي ووسع حكمه إلى القبائل الأخرى أيضًا. أما بالنسبة للدردانيين، فقد كان لديهم دائمًا نطاقات منفصلة عن بقية الإليريين.
تكونت الممالك الإليرية من مناطق صغيرة داخل منطقة إليريا. حكم الرومان فقط المنطقة بأكملها. يشير التنظيم الداخلي للممالك الإيليرية الجنوبية إلى تقليد الممالك اليونانية المجاورة لها وتأثير العالم اليوناني والهلنستي في نمو مراكزهم الحضرية. يعطي بوليبيوس صورة للمجتمع داخل مملكة إيليرية حيث قاتل الفلاحون المشاة تحت حكم الأرستقراطيين الذي يسميه باليونانية Polydynastae (باليونانية: Πολυδυνάστες)، إذ سيطروا على كل مدينة داخل المملكة. أسسوا النظام الملكي على أسس وراثية واستخدم الحكام الإيليريون الزواج كوسيلة للتحالف مع القوى الأخرى. كتب بليني (23-79 م) أن الناس الذين شكلوا نواة المملكة الإيليرية كانوا «الإيليريون المناسبون». كانوا تاولانتيون وبليريون وإنديرودينيون وساسيون وغرابيون ولابيتيون.

### الحكم الروماني والبيزنطي
هزم الرومان جينتيوس، آخر ملوك إليريا في سكودرا (في ألبانيا الحالية) عام 168 قبل الميلاد وأسروه، وجاؤوا به إلى روما عام 165 قبل الميلاد. نشأت أربع جمهوريات عميلة، والتي كانت في الواقع تحكمها روما. في وقت لاحق، حكمت روما المنطقة بشكل مباشر، وشكلت مقاطعة عاصمتها سكودرا.
حلت مقاطعة إليريكوم الرومانية محل مملكة إليريا المستقلة سابقًا. امتدت من نهر دريلون في ألبانيا الحديثة إلى استريا (كرواتيا) في الغرب وإلى نهر سافا (البوسنة والهرسك) في الشمال. كانت سالونا (بالقرب من سبليت الحديثة في كرواتيا) عاصمة لها.
بعد إخضاع تمرد قاده البانونيون والداسيتيون، حل المسؤولون الرومان مقاطعة إليريكوم وقسموا أراضيها بين مقاطعات بانونيا الجديدة في الشمال ودالماتيا في الجنوب. على الرغم من حدوث هذا التقسيم في عام 10 بعد الميلاد، لكن استمر استخدام مصطلح إليريا في اللغة اللاتينية المتأخرة طوال فترة العصور الوسطى. بعد تقسيم الإمبراطورية الرومانية، عين أساقفة تسالونيكي نواب البابوية لإليريكوم. ويقال إن أول هؤلاء النواب كان الأسقف أكوليوس أو أسكوليوس (توفي 383 أو 384)، والذي كان صديق القديس باسيليوس. في القرن الخامس، انسحب أساقفة إليريا من اتحادهم مع روما، بدون الالتحاق بالقسطنطينية، وبقوا لبعض الوقت مستقلين، ولكن في عام 515، جدد أربعون أسقفًا إيليريًا ولائهم لروما بإعلان ولائهم للبابا هرمسداس. نجح بطاركة القسطنطينية في إخضاع إليريا لولايتهم في القرن الثامن.

## إرثهم
اختفى اسم إليريا فقط من السجل التاريخي بعد الغزو العثماني لمنطقة البلقان في القرن الخامس عشر، وعاد إلى الظهور في القرن السابع عشر، واكتسب أهمية جديدة في الحروب العثمانية الهابسبورغية، وأطلق ليوبولد الأول لقب «الأمة الإيليرية» على السلاف الجنوبيين في الأراضي المجرية.
أعاد نابليون إحياء اسم إليريا للمقاطعات الإليرية التي تم دمجها في الإمبراطورية الفرنسية منذ 1809 حتى 1813، وكانت مملكة إليريا (1816-1849) جزءًا من النمسا حتى عام 1849، وبعد ذلك الوقت لم تُذكَر في تنظيمات الإمبراطورية النمساوية المجرية.
كانت الحركة الإيليرية عبارة عن حملة ثقافية وسياسية للسلافية الجنوبية (اليوغوسلافية) بدأ بها مجموعة من المثقفين الكروات والصرب خلال النصف الأول من القرن التاسع عشر.

## أعلام
- آبيلارد هوتفيل